# Воняща дървеница
Вонящите дървеници (Picromerus bidens) са вид насекоми от семейство Миризливки (Pentatomidae).
Таксонът е описан за пръв път от Карл Линей през 1758 година.